# Championnat du Chili de rugby à XV
Le championnat du Chili de rugby à XV nommé Primera Nacional TOP 10 depuis 2023 rassemble l'élite des clubs chiliens. Ce championnat est dénommé Super 12 en 2013, Super 14 en 2014 et Top 8 en 2018.   
Le championnat se présente sous la forme d'une ligue où chaque équipe affronte les neuf autres en matchs aller et retour. Les quatre premiers jouent les séries éliminatoires une fois la saison régulière terminée, pour définir le champion. Depuis 2023, le championnat rassemble 10 équipes.
Le championnat se joue en deux phases depuis 1999, avec la création d'un tournoi d'ouverture (Torneo de Apertura). 

## Clubs participant à la saison 2024
- CD Alumni (Lo Barnechea)
- Craighouse Old Boys (COBS) (Lo Barnechea)
- Old Grangonian Club (Old Boys) (Colina)
- Old Georgians (Vitacura)
- Old Johns (San Pedro de la Paz)
- Old Mackayans (Old Macks) (Viña del Mar)
- Prince of Wales Country Club (La Reina)
- Sporting Rugby Club (Viña del Mar)
- Stade Français (Las Condes)
- Club Deportivo Universidad Católica (Las Condes)

## Palmarès
- 1948 : Prince of Wales
- 1949 : Universidad Federico Santa Maria
- 1950 : Universidad Católica
- 1951 : Prince of Wales
- 1952 : Prince of Wales
- 1953 : Prince of Wales
- 1954 : Old Grangonian Club
- 1955 : Prince of Wales
- 1956 : Stade Français (es)
- 1957 : Stade Français (es)
- 1958 : Prince of Wales
- 1959 : Stade Français (es)
- 1960 : Prince of Wales et Old Grangonian Club
- 1961 : Prince of Wales
- 1962 : Prince of Wales
- 1963 : Stade Français (es)
- 1964 : Universidad Católica et Prince of Wales
- 1965 : Universidad Católica
- 1966 : Old Grangonian Club
- 1967 : Old Grangonian Club et Prince of Wales
- 1968 : Prince of Wales
- 1969 : Old Grangonian Club
- 1970 : Old Grangonian Club
- 1971 : Prince of Wales
- 1972 : Prince of Wales
- 1973 : Stade Français (es)
- 1974 : Stade Français (es)
- 1975 : Universidad Católica
- 1976 : Old Grangonian Club
- 1977 : Old Grangonian Club
- 1978 : Old Mackayans
- 1979 : Old Grangonian Club
- 1980 : Craighouse Old Boys
- 1981 : Old Mackayans
- 1982 : Old Mackayans
- 1983 : Old Grangonian Club
- 1984 : Old Grangonian Club
- 1985 : Old Grangonian Club
- 1986 : Old Grangonian Club
- 1987 : Old Grangonian Club et Universidad Católica
- 1988 : Universidad Católica
- 1989 : Universidad Católica
- 1990 : Old Grangonian Club et Universidad Católica
- 1991 : Craighouse Old Boys
- 1992 : Universidad Católica
- 1993 : Stade Français (es)
- 1994 : Old Grangonian Club
- 1995 : Universidad Católica
- 1996 : Universidad Católica
- 1997 : Universidad Católica
- 1998 : Universidad Católica
- 1999 : Universidad Católica (tournoi d'ouverture : Universidad Católica)
- 2000 : Old Mackayans (tournoi d'ouverture : Old Grangonian Club)
- 2001 : Santiago College Alumni (tournoi d'ouverture : Stade Français (es))
- 2002 : Universidad Católica (tournoi d'ouverture : Prince of Wales)
- 2003 : Universidad Católica (tournoi d'ouverture : Craighouse Old Boys)
- 2004 : Universidad Católica (tournoi d'ouverture : Universidad Católica)
- 2005 : Old Grangonian Club (tournoi d'ouverture : Universidad Católica)
- 2006 : Stade Français (es) (tournoi d'ouverture : Prince of Wales)
- 2007 : Club de Rugby Los Troncos  (tournoi d'ouverture : Universidad Católica)
- 2008 : Old Mackayans  (tournoi d'ouverture : Prince of Wales)
- 2009 : Universidad Católica (tournoi d'ouverture : non disputé)
- 2010 : Stade Français (es) (tournoi d'ouverture : non disputé)
- 2011 : Stade Français (es) (tournoi d'ouverture : non disputé)
- 2012 : Old Grangonian Club (tournoi d'ouverture : Craighouse Old Boys)
- 2013 : Craighouse Old Boys (tournoi d'ouverture : Universidad Católica)
- 2014 : Old Mackayans (tournoi d'ouverture : Craighouse Old Boys)
- 2015 : Prince of Wales (tournoi d'ouverture : Universidad Católica)
- 2016 : Craighouse Old Boys (tournoi d'ouverture : Stade Français (es))
- 2017 : Old Grangonian Club (tournoi d'ouverture : Craighouse Old Boys)
- 2018 : Craighouse Old Boys (tournoi d'ouverture : Old Grangonian Club)
- 2019 : Universidad Católica (tournoi d'ouverture : Craighouse Old Boys)
- 2020 : non disputé
- 2021 : Craighouse Old Boys (tournoi d'ouverture : non disputé)
- 2022 : Craighouse Old Boys (tournoi d'ouverture : Craighouse Old Boys)
- 2023 : Craighouse Old Boys (tournoi d'ouverture : non disputé)
- 2024 : Old Grangonian Club (tournoi d'ouverture : non disputé)

## Bilan
| Club                             | Titre(s) | Premier(s) - Dernier(s) |
| -------------------------------- | -------- | ----------------------- |
| Universidad Católica             | 20       | 1949-2019               |
| Old Grangonian Club              | 20       | 1954-2024               |
| Prince of Wales                  | 15       | 1948-2015               |
| Stade Français (es)              | 10       | 1956-2011               |
| Craighouse Old Boys (COBS)       | 8        | 1980-2023               |
| Old Mackayans (Old Macks)        | 6        | 1978-2014               |
| Universidad Federico Santa Maria | 1        | 1950                    |
| Santiago College Alumni          | 1        | 2001                    |
| Club de Rugby Los Troncos        | 1        | 2007                    |